# Barbara Benkó
Barbara Benkó (* 21. Januar 1990 in Budapest) ist eine ehemalige ungarische Radrennfahrerin, die vorrangig im MTB-Cross Country aktiv war.

## Werdegang
Mit dem Radsport begann Benkó im Alter von 10 Jahren, Ihre Hauptdisziplin ist der olympische Cross-Country (XCO). Als Juniorin machte sie auf sich aufmerksam, als sie 2007 im Alter von 17 Jahren als erste Ungarin überhaupt eine Medaille bei den Mountainbike-Europameisterschaften gewann und bei den Weltmeisterschaften den siebten Platz belegte. 2008 wurde sie vom LTV-Merida Racing Team unter Vertrag genommen, als Highlight der Saison gewann sie die Silbermedaille bei den Weltmeisterschaften. 2010 wurde sie erstmals nationale Meisterin im XCO.
Nach dem Wechsel in die U23 kam sie bei internationalen Titelkämpfen regelmäßig unter die Top 10. In der Saison 2011 wurde sie zweimal Zweite im UCI-Mountainbike-Weltcup in ihrer Alterskategorie und belegte am Ende der Saison den zweiten Platz in der Weltcup-Gesamtwertung. Durch ihre Ergebnisse sicherte sie den Quotenplatz für Ungarn bei den Olympischen Sommerspielen 2012, für die sie sich selbst durch den Gewinn der nationalen Meisterschaften qualifizierte. Beim olympischen Cross-Country-Rennen in London belegte sie den 27. Platz.
Im Jahr 2017 wurde Benkó erstmals nationale Meisterin im Mountainbike-Marathon (XCM). Sie startete bei den UEC-Mountainbike-Europameisterschaften im MTB-Marathon und wurde zunächst Vierte. Nachdem die Ergebnisse der damaligen Ersten Christina Kollmann-Forstner aufgrund Dopings gestrichen wurden, wurde ihr nachträglich die Bronzemedaille zugesprochen.
Als in der Saison 2018 der Cross-country Short Track (XCC) in den Weltcup aufgenommen wurde, erzielte Benkó in der neuen Disziplin ihre bisher besten Weltcup-Platzierungen: beim Debüt in Albstadt wurde sie Fünfte und es folgten der dritte Platz in Vallnord und der zweite Platz in Les Gets. Insgesamt schloss sie die Saison auf Platz 9 der Weltrangliste ab und erreichte ihr bisher bestes Ranking.
In der Saison 2019 bekam Benkó mentale und physische Probleme, dass ihr eigenes Team ein Rennverbot gegen sie verhängte. Zwar kehrte sie in den Rennsport zurück, konnte aber an ihre Leistungen aus der Saison 2018 nicht mehr anknüpfen. Seit 2022 wird sie nicht mehr in den Ergebnislisten der UCI geführt.
Neben dem Mountainbikesport nahm Benkó regelmäßig an den nationalen Meisterschaften im Straßenradsport und im Cyclocross teil, insgesamt wurde sie zweifache Meisterin auf der Straße und 8-fache Meisterin im Cyclocross.

## Ehrungen
- Ungarische Radsportlerin des Jahres (MTB) 2007, 2008, 2009, 2011, 2017
- Ungarische Radsportlerin des Jahres (Cyclocross) 2009

## Erfolge
| 2007 - Europameisterschaften (Junioren) – XCO 2008 - Weltmeisterschaften (Junioren) – XCO 2009 - Ungarische Meisterin – XCO 2010 - Ungarische Meisterin – XCO 2011 - Ungarische Meisterin – XCO 2012 - Ungarische Meisterin – XCO 2013 - Ungarische Meisterin – XCO 2014 - Ungarische Meisterin – XCO 2015 - Ungarische Meisterin – XCO 2016 - Ungarische Meisterin – XCO 2017 - Europameisterschaften – XCM - Ungarische Meisterin – XCO - Ungarische Meisterin – XCM 2018 - Ungarische Meisterin – XCO 2019 - Ungarische Meisterin – XCO 2021 - Ungarische Meisterin – XCO | 2009 - Ungarische Meisterin 2010 - Ungarische Meisterin 2011 - Ungarische Meisterin 2014 - Ungarische Meisterin 2015 - Ungarische Meisterin 2016 - Ungarische Meisterin 2017 - Ungarische Meisterin 2018 - Ungarische Meisterin 2018 - Ungarische Meisterin – Straßenrennen 2020 - Ungarische Meisterin – Zeitfahren |